# Джумхюриет (квартал в Бейликдюзю)
„Джумхюриет“ (на турски: Cumhuriyet) е квартал на Истанбул, разположен в градска околия Бейликдюзю. Общата му площ е 1,2 км2. Според данни на Адресната система за регистриране на населението (ABPRS) към 2024 г. населението на „Джумхюриет“ е 26 003 жители.